# All About Spring
All About Spring – album muzyczny amerykańskiego klarnecisty jazzowego Brada Terry'ego i polskiego pianisty jazzowego Joachima Mencla.
Album został nagrany w Krakowie 29 czerwca 1994, wydany przez GOVI (CDG 502) w 1994. Reedycja Art of Life Records (AL 10062) ukazała się 6 maja 2003.

## Muzycy
- Brad Terry – klarnet, gwizd
- Joachim Mencel – fortepian

## Lista utworów
| 1.  | "All Alone (By the Telephone)" (Irving Berlin)                                             | 6:00    |
|     |                                                                                            |         |
| 2.  | "Moon River" (Henry Mancini, Johnny Mercer)                                                | 5:32    |
|     |                                                                                            |         |
| 3.  | "You Must Believe in Spring" (Alan Bergman, Marilyn Bergman, Jacques Demy, Michel Legrand) | 7:08    |
|     |                                                                                            |         |
| 4.  | "Noble Accents" (Steve Grover)                                                             | 0:54    |
|     |                                                                                            |         |
| 5.  | "Some Other Time" (Leonard Bernstein, Betty Comden, Adolph Green)                          | 5:42    |
|     |                                                                                            |         |
| 6.  | "Blue in Green" (Miles Davis, Bill Evans)                                                  | 3:52    |
|     |                                                                                            |         |
| 7.  | "Springtime" (Joachim Mencel)                                                              | 5:44    |
|     |                                                                                            |         |
| 8.  | "Django" (Jon Lewis)                                                                       | 5:14    |
|     |                                                                                            |         |
| 9.  | "Who Can I Turn to?" (Leslie Bricusse, Anthony Newley)                                     | 4:02    |
|     |                                                                                            |         |
| 10. | "Cry Me a River" (Arthur Hamilton)                                                         | 2:50    |
|     |                                                                                            |         |
| 11. | "Blue Bossa" (Kenny Dorham)                                                                | 2:41    |
|     |                                                                                            |         |
| 12. | "Spring Can Really Hang You Up the Most" (Fran Landesman, Tommy Wolf)                      | 4:36    |
|     |                                                                                            |         |
| 13. | "Goodbye" (Gordon Jenkins)                                                                 | 6:45    |
|     |                                                                                            |         |
| 14. | "Love Like the Sea" (Joachim Mencel)                                                       | 3:53    |
|     |                                                                                            |         |
|     |                                                                                            | 1:04:53 |
|     |                                                                                            |         |

## Informacje uzupełniające
- Zdjęcia – Beata Mencel
- Nota do płyty – Joachim Mencel, Andrzej Schmidt, Brad Terry